# Färjeförbindelsen Lauvøy–Barøy

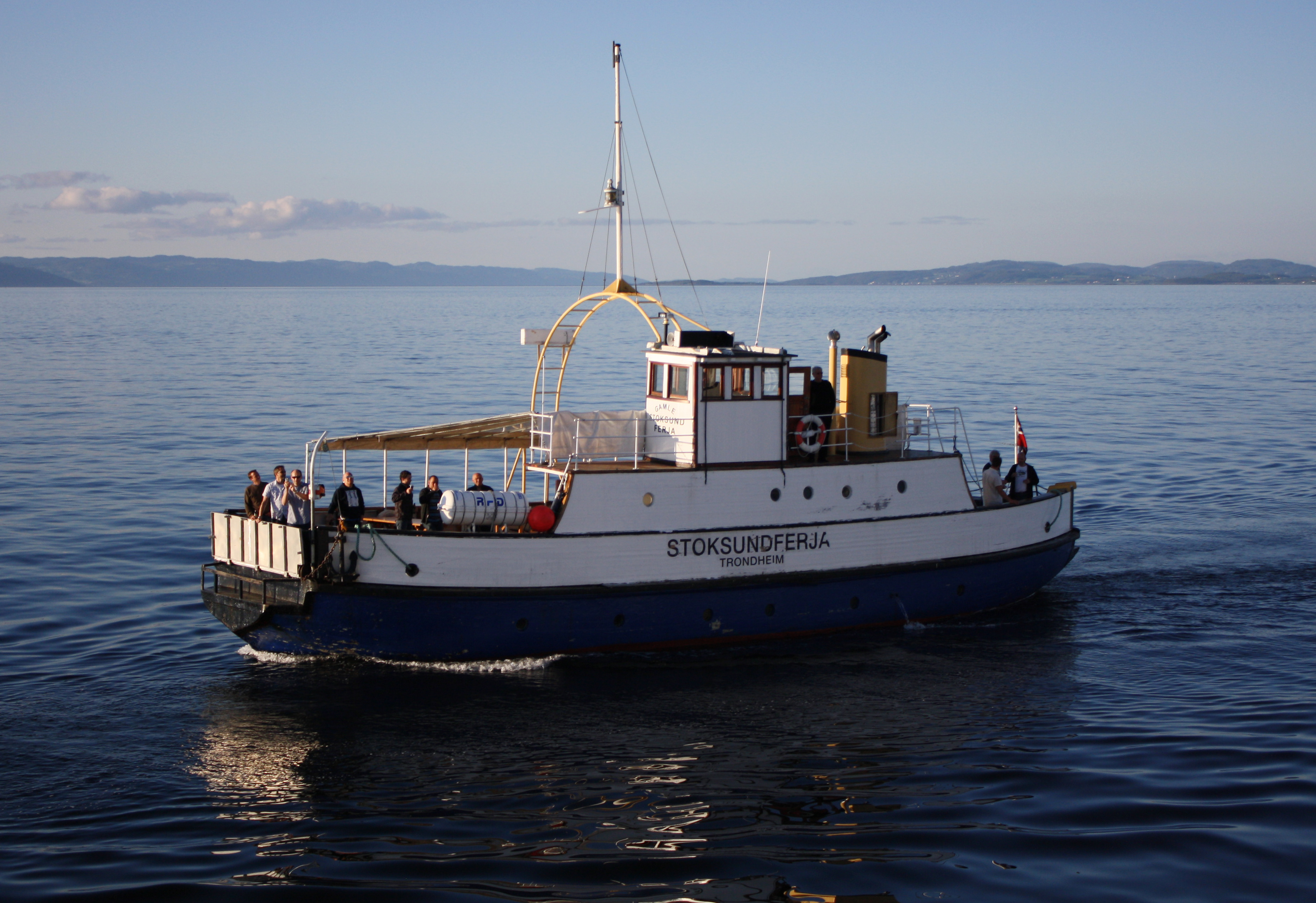
Den andra färjan, MF Stoksundferja.

Färjeförbindelsen Lauvøy–Barøy var en förbindelse mellan Lauvøya och Barøy på fastlandet i Åfjords kommun. Under en period betjänades också Lysøysund i Bjugns kommun.
Färjeförbindelsen etablerades 1969. Den första färjan var MF Lauvøy som trafikerade sträckan till 1974, när den avlöstes av MF Stoksundferja som upprätthöll förbindelsen till 1982. Den sista färjan var MF Fjellværøy, som upprätthöll förbindelsen tills den ersattes av en vägbank 1987.